# Дотичне розшарування

Неформально, дотичне розшарування многовиду (в даному випадку кола) виходить при розгляді всіх дотичних просторів (зверху) і об'єднання їх гладко без перетинів (знизу)

Дотичне розшарування гладкого многовиду {\displaystyle M} — це векторне розшарування над {\displaystyle M}, шар якого в точці {\displaystyle x\in M} є дотичним простором {\displaystyle T_{x}M} в точці {\displaystyle x}. Дотичне розшарування зазвичай позначається {\displaystyle TM}.
Елемент тотального простору {\displaystyle TM} — це пара {\displaystyle (x,\;v)}, де {\displaystyle x\in M} і {\displaystyle v\in T_{x}M}. Дотичне розшарування має природну топологією (не топологією диз'юнктивного об'єднання) і гладку структуру, що перетворюють його на многовид. Розмірність {\displaystyle TM} дорівнює подвоєній розмірності {\displaystyle M}.

## Топологія і гладка структура
Якщо {\displaystyle M} — {\displaystyle n}-мірний многовид, то він має атласом карт {\displaystyle (U_{\alpha },\;\varphi _{\alpha })}, де {\displaystyle U_{\alpha }} — відкрита підмножина {\displaystyle M} і
{\displaystyle \varphi _{\alpha }\colon U_{\alpha }\to \mathbb {R} ^{n}}
— гомеоморфізм.
Ці локальні координати на {\displaystyle U} породжують ізоморфізм між {\displaystyle T_{x}M} і {\displaystyle \mathbb {R} ^{n}} для будь-якого {\displaystyle x\in U}. Можна визначити відображення
{\displaystyle {\tilde {\varphi }}_{\alpha }\colon \pi ^{-1}(U_{\alpha })\to \mathbb {R} ^{2n}}
як
{\displaystyle {\tilde {\varphi }}_{\alpha }(x,\;v^{i}\partial _{i})=(\varphi _{\alpha }(x),\;v^{1},\;\ldots ,\;v^{n}).}
Ці відображення використовуються для визначення топології і гладкої структури на {\displaystyle TM}.
Підмножина {\displaystyle A} з {\displaystyle TM} відкрита тоді і тільки тоді, коли {\displaystyle {\tilde {\varphi }}_{\alpha }(A\cap \pi ^{-1}(U_{\alpha }))} — відкрите в {\displaystyle \mathbb {R} ^{2n}} для будь-якого {\displaystyle \alpha }. Ці відображення — гомеоморфізми відкритих підмножин {\displaystyle TM} і {\displaystyle \mathbb {R} ^{2n}}, тому вони утворюють карти гладкої структури на {\displaystyle TM}. Функції переходу на перетинах карт {\displaystyle \pi ^{-1}(U_{\alpha }\cap U_{\beta })} задаються матрицями Якобі відповідних перетворень координат, тому вони є гладкими відображеннями відкритих підмножин {\displaystyle \mathbb {R} ^{2n}}.
Дотичне розшарування — окремий випадок більш загальної конструкції, званої векторним розшаруванням. Дотичне розшарування {\displaystyle n}-мірного многовиду {\displaystyle M} можна визначити як векторне розшарування рангу {\displaystyle n} над {\displaystyle M}, функції переходу для якого задаються якобіаном відповідних перетворень координат.

## Приклади
- Найпростіший приклад отримуємо для {\displaystyle \mathbb {R} ^{n}}. У цьому випадку дотичне розшарування тривіально і ізоморфно проєкції {\displaystyle \mathbb {R} ^{2n}\to \mathbb {R} ^{n}}.
- Одинична окружність {\displaystyle S^{1}}. Її дотичне розшарування також тривіально і ізоморфно {\displaystyle S^{1}\times \mathbb {R} }. Геометрично, воно є циліндром нескінченної висоти (дивись картинку вгорі).
- Простий приклад нетривіального дотичного розшарування отримуємо на одиничній сфері {\displaystyle S^{2}}, це дотичне розшарування нетривіально внаслідок теореми про причісуванні їжака.
- На жаль зобразити можна тільки дотичні розшарування дійсної прямої {\displaystyle R} і одиничної окружності {\displaystyle S^{1}}, які обидва є тривіальними. Для двовимірних многовидів дотичне розшарування — це 4-вимірний многовид, тому його складно уявити.

## Векторні поля
Векторне поле — це гладка векторна функція на многовиді {\displaystyle M}, значення якої в кожній точці — вектор, дотичний до {\displaystyle M}, тобто гладке відображення
{\displaystyle V\colon M\to TM}
таке, що образ {\displaystyle x}, що позначається {\displaystyle V_{x}}, лежить у {\displaystyle T_{x}M} — дотичному просторі в точці {\displaystyle x}. Мовою локально тривіальних розшарувань, таке відображення називається перетином. Векторне поле на {\displaystyle M} — це перетин дотичного розшарування над {\displaystyle M}.
Множина всіх векторних полів над {\displaystyle M} позначається {\displaystyle \Gamma (TM)}. Векторні поля можна складати поточечно:
{\displaystyle (V+W)_{x}=V_{x}+W_{x}}
і множити на гладкі функції на {\displaystyle M}
{\displaystyle (fV)_{x}=f(x)V_{x},},
отримуючи нові векторні поля. Множина всіх векторних полів {\displaystyle \Gamma (TM)} отримує при цьому структуру модуля над комутативною алгеброю гладких функцій на {\displaystyle M} (позначається {\displaystyle C^{\infty }(M)}).
Якщо {\displaystyle f} є гладкою функцією, то операція диференціювання вздовж векторного поля {\displaystyle X} дає нову гладку функцію {\displaystyle Xf}. Цей оператор диференціювання має такі властивості:
- Адитивність: {\displaystyle X(f+h)=Xf+Xh}
- Правило Лейбніца: {\displaystyle X(fh)=(Xf)\cdot h+f\cdot (Xh)}

Векторне поле на многовиді можна також визначити як оператор, котрий володіє перерахованими вище властивостями.
Локальне векторне поле на {\displaystyle M} — це локальний перетин дотичного розшарування. Локальне векторне поле визначається тільки на якійсь відкритій підмножині {\displaystyle U} з {\displaystyle M}, при цьому в кожній точці з {\displaystyle U} задається вектор з відповідного дотичного простору. Множина локальних векторних полів на {\displaystyle M} утворює структуру, що називається пучком дійсних векторних просторів над {\displaystyle M}.

## Канонічне векторне поле на TM
На кожному дотичному розшаруванні {\displaystyle TM} можна визначити канонічне векторне поле. Якщо {\displaystyle (x,\;y)} — локальні координати на {\displaystyle TM}, то векторне поле має вигляд
{\displaystyle V=\left.y^{i}{\frac {\partial }{\partial y^{i}}}\right|_{(x,\;y)}.}
{\displaystyle V} є відображенням {\displaystyle V\colon TM\to TTM}.
Існування такого векторного поля на {\displaystyle TM} можна порівняти з існуванням канонічної 1-форми на кодотичному розшаруванні.